# Paul Graham (fotograf)
Paul Graham, född 1956 i Stafford i Staffordshire, är en brittisk fotograf. Han gav ut sin första fotobok, A1 – The Great North Road, 1983. 
Han fick W. Eugene Smith-priset 1998, Deutsche Börse Photography Prize 2009 och Hasselbladpriset 2012.